# Régnault Sarasin
Pour les articles homonymes, voir Sarasin.
Régnault Sarasin, né le 9 août 1886 à Bâle et mort le 14 juin 1943, est un peintre suisse.

## Biographie
Régnault Sarasin est né le 9 août 1886 à Bâle. Élève de Victor Marec, ses œuvres comporte des paysages, notamment ceux des territoires d'outre-mer français. Il participe à des expositions collectives à Paris, notamment au Salon des Artistes Français à partir de 1909, obtenant une mention honorable dans la section gravure en 1923.